# Удружење пољских електричара
Удружење пољских електричара (Stowarzyszenie Elektryków Polskich, скраћеница SEP) је пољска невладина организација која уједињује електричаре пољског порекла из целог света. Због формуле отвореног чланства окупља инжењере и техничаре и младе студенте (ученике техничких и стручних школа) из широко дефинисане области електротехнике.

## Активности
SEP се углавном бави популаризацијом и едукативним активностима. Такође процењује оцењивање усаглашености нисконапонских електричних производа (од 1933. године) преко Канцеларије за испитивање квалитета SEP, која има националне акредитације и признања најпрестижнијих европских и међународних организација. Под енглеским називом „Association of Polish Electrical Engineers” остварује и обимну међународну сарадњу. SEP је чланица Националне асоцијације научних и техничких удружења у Пољској и европске организације „EUREL”.

## Историја
Од 7. до 9. јуна 1919. је одржан конгрес на коме је основано Удружење пољских електричара. За првог председника је изабран професор Миечислав Пожариски. Организација се 1928. спојила са Удружењем пољских радио–инжињера. 1939. године Удружење пољских телетехничара приступило је SEP–у.

## Председници СЕП–а
- 1919.–1928. – Миечислав Пожариски
- 1928.–1929. – Казимиеж Страшевски
- 1929.–1930. – Зигмунт Окониевски
- 1930.–1931. – Казимиеж Страшевски
- 1931.–1932. – Фелицјан Карсиницки
- 1932.–1933. – Тадеуш Чаплицки
- 1933.–1934. – Алфонс Кухн
- 1934.–1935. – Јан Обромпалски
- 1935.–1936. – Алфонс Кухн
- 1936.–1937. – Јануш Грошковски
- 1937.–1938. – Алфонс Хофман
- 1938.–1939. – Казимиеж Шпотањски
- 1939. – Антони Кжичковски
- 1939.–1946. – Казимиеж Шпотањски
- 1946.–1947. – Казимиеж Страшевски
- 1947.–1949. – Влођимиеж Шумилин
- 1949.–1950. – Станислав Игнатович
- 1950.–1951. – Тадеуш Жарнецки
- 1951.–1952. – Јежи Ландо
- 1952.–1959. – Казимиеж Колбињски
- 1959.–1961. – Тадеуш Кахл
- 1961.–1981. – Тадеуш Дризек
- 1981.–1987. – Јацек Шпотањски
- 1987.–1990. – Бохдан Пашковски
- 1990.–1994. – Јацек Шпотањски
- 1994.–1998. – Циприан Брудковски
- 1998.–2002. – Станислав Болковски
- 2002.–2006. – Станислав Болковски
- 2006.–2010. – Јежи Барглик
- 2010.–2014. – Јежи Барглик
- 2014.–2022. – Пиотр Шимчак
- од 2022. – Славомир Циеслик